# Briket

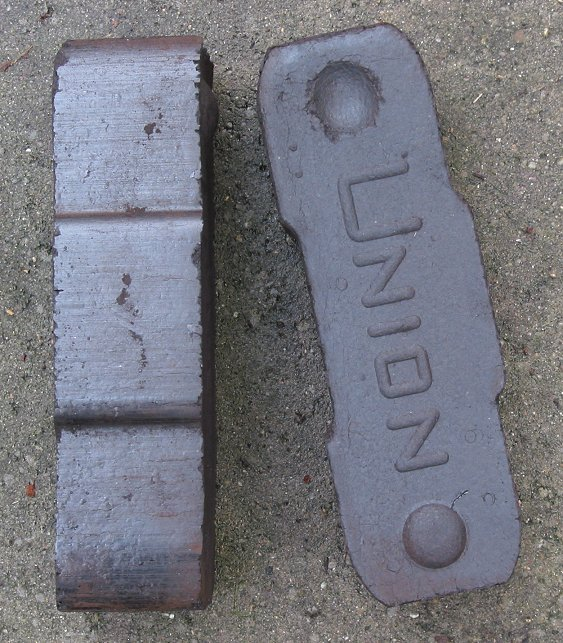
Bruinkoolbriketten voor huisverwarming

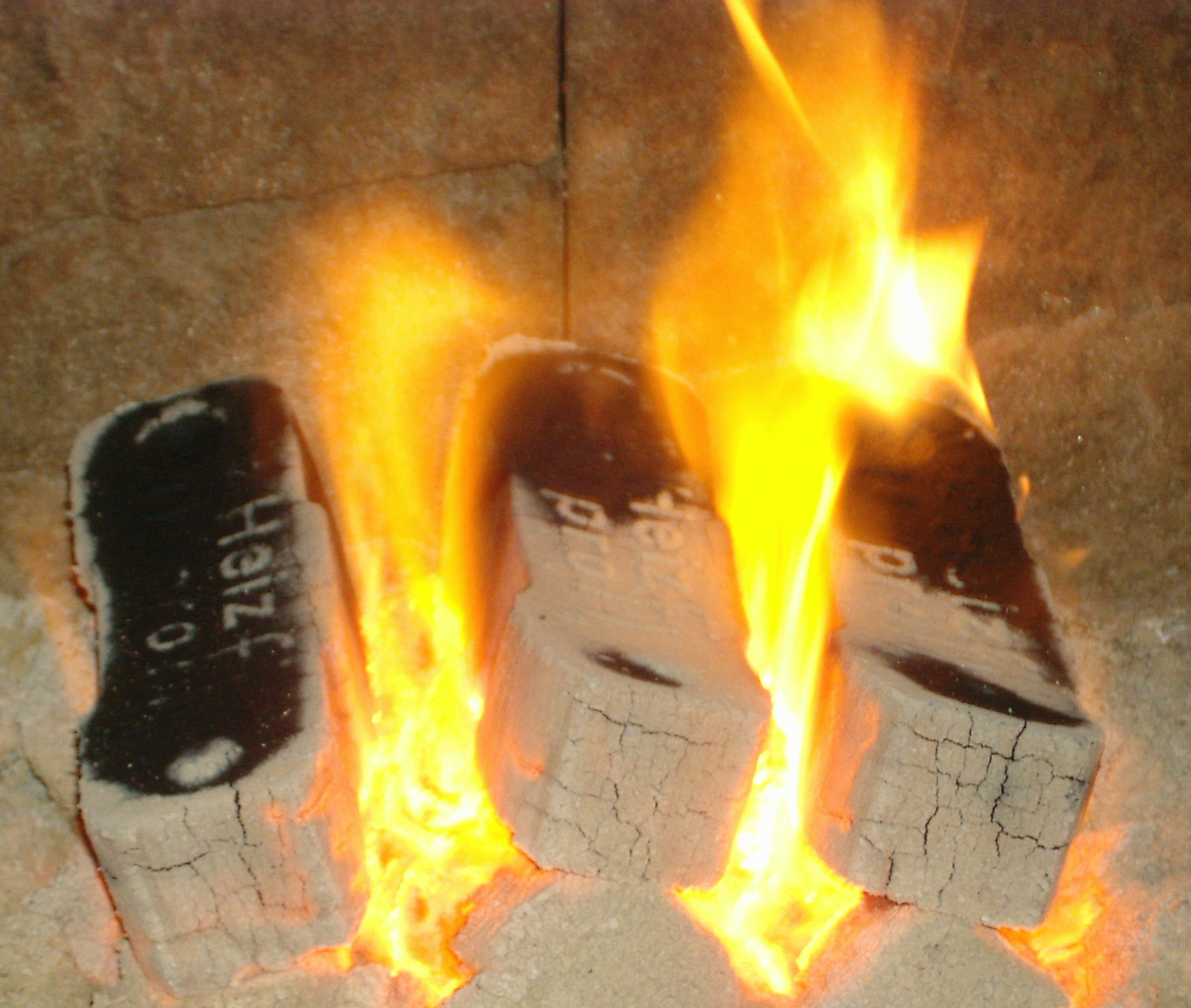
Brandende bruinkoolbriketten

Een briket is meestal een geperste vaste brandstof in de vorm van een kleine baksteen. Meestal wordt een bruinkoolbriket bedoeld, die ook wel slof wordt genoemd.
Een bruinkoolbriket is gemaakt van geperste bruinkool. Naast bruinkoolbriketten bestaan er ook steenkoolbriketten (gemaakt van steenkool, ook in de vorm van eierkolen en syntraciet), en houtskoolbriketten (voor op de barbecue). Ook samengeperst houtafval in een handzame vorm (rechthoekig of cilindervormig) wordt een briket genoemd. Daarnaast kunnen briketten gemaakt worden van verschillende vormen van biomassa, zoals landbouwafval, bladeren, oud papier, zaagsel of een combinatie daarvan.

## Gebruik
Briketten blijven lang gloeien, daarom worden ze gebruikt om het vuur in een kachel of potkachel aan te houden. Dit werd vroeger voornamelijk gedaan wanneer eierkolen werden gebruikt. Nadat de potkachel 's middags was gebruikt om eten op te koken, werd op het restant eierkolen een briket gelegd. Deze bleef gloeien tot de avond, en door er eierkolen bij te doen en de briket in stukjes te breken ging de kachel weer branden.
Wanneer een briket helemaal gloeide, was de briket vrijwel reukloos. De briket kon vervolgens met een ijzeren tang eenvoudig in stukken gebroken worden. Dergelijke stukken werden bijvoorbeeld in een test gedaan voor in een voetenstoof.

## Biomassa
Tegenwoordig bestaan er programma's om boeren in derdewereldlanden te leren briketten te maken van biomassa, zoals landbouwafval. Daarvoor mixen zij het organische materiaal met water en persen het onder hoge druk tot een compacte structuur. Vervolgens worden de briketten te drogen gelegd in de zon of in de buurt van de kachel. In het westen worden verschillende persen verkocht om briketten te maken van biomassa, van grote industriële voor boeren, tot kleine voor thuisgebruik.

## Afbeeldingen

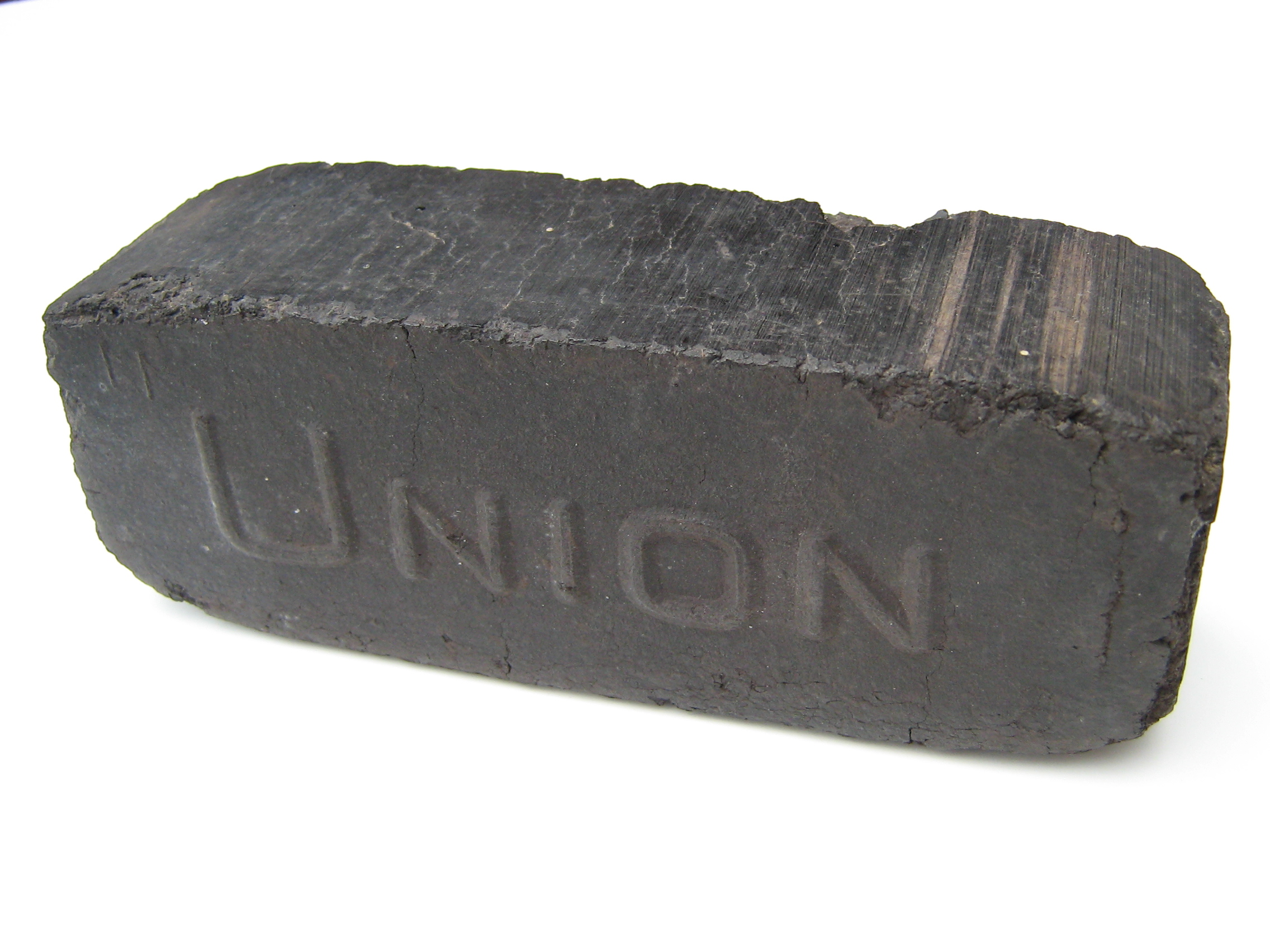
Een standaard briket
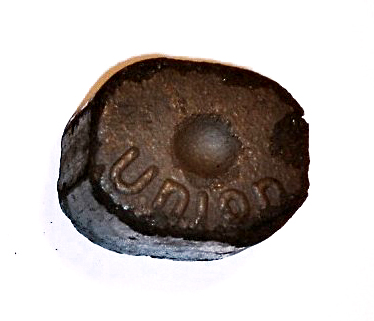
Een Duitse bruinkoolbriket
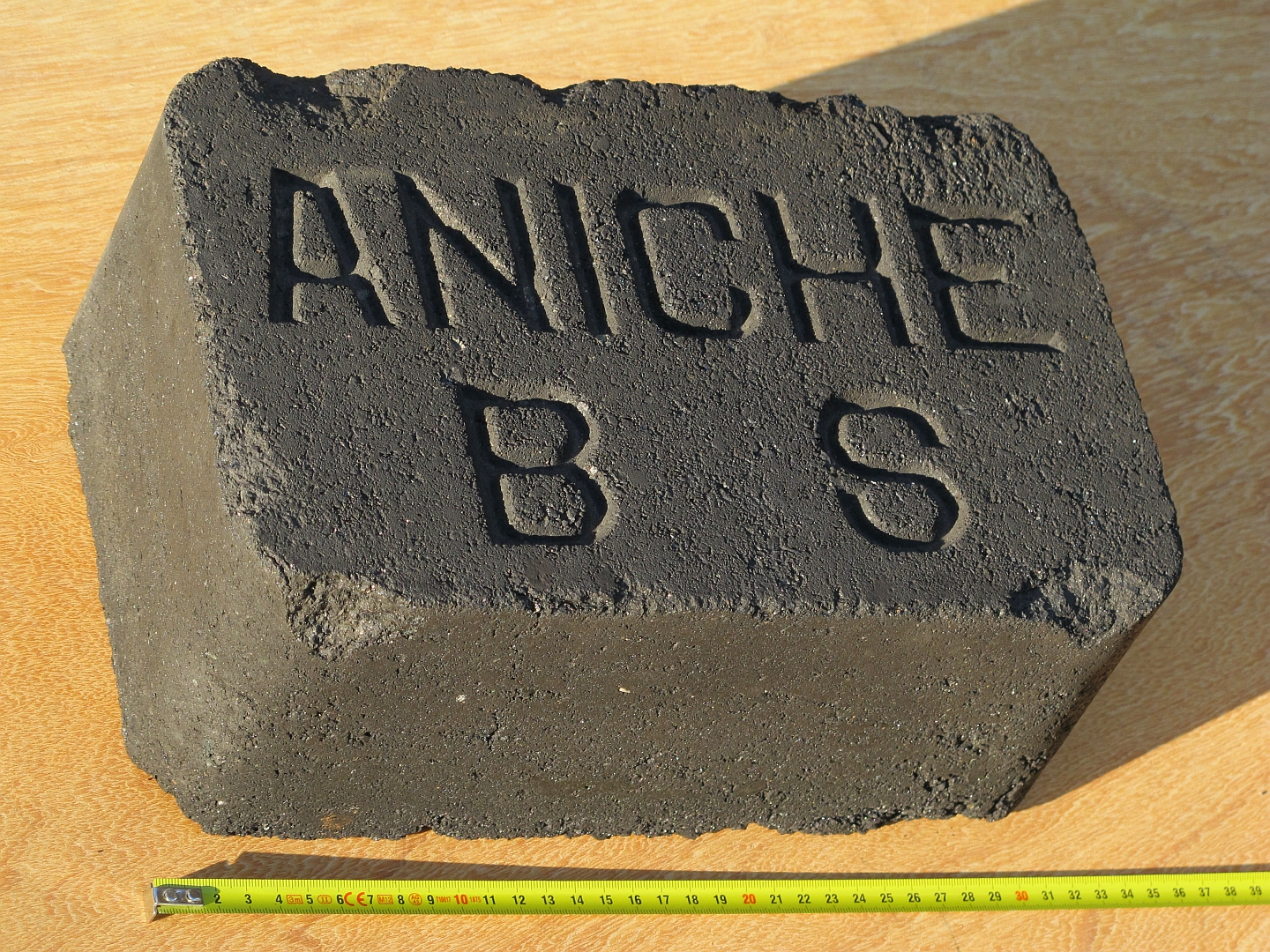
Een Franse briket
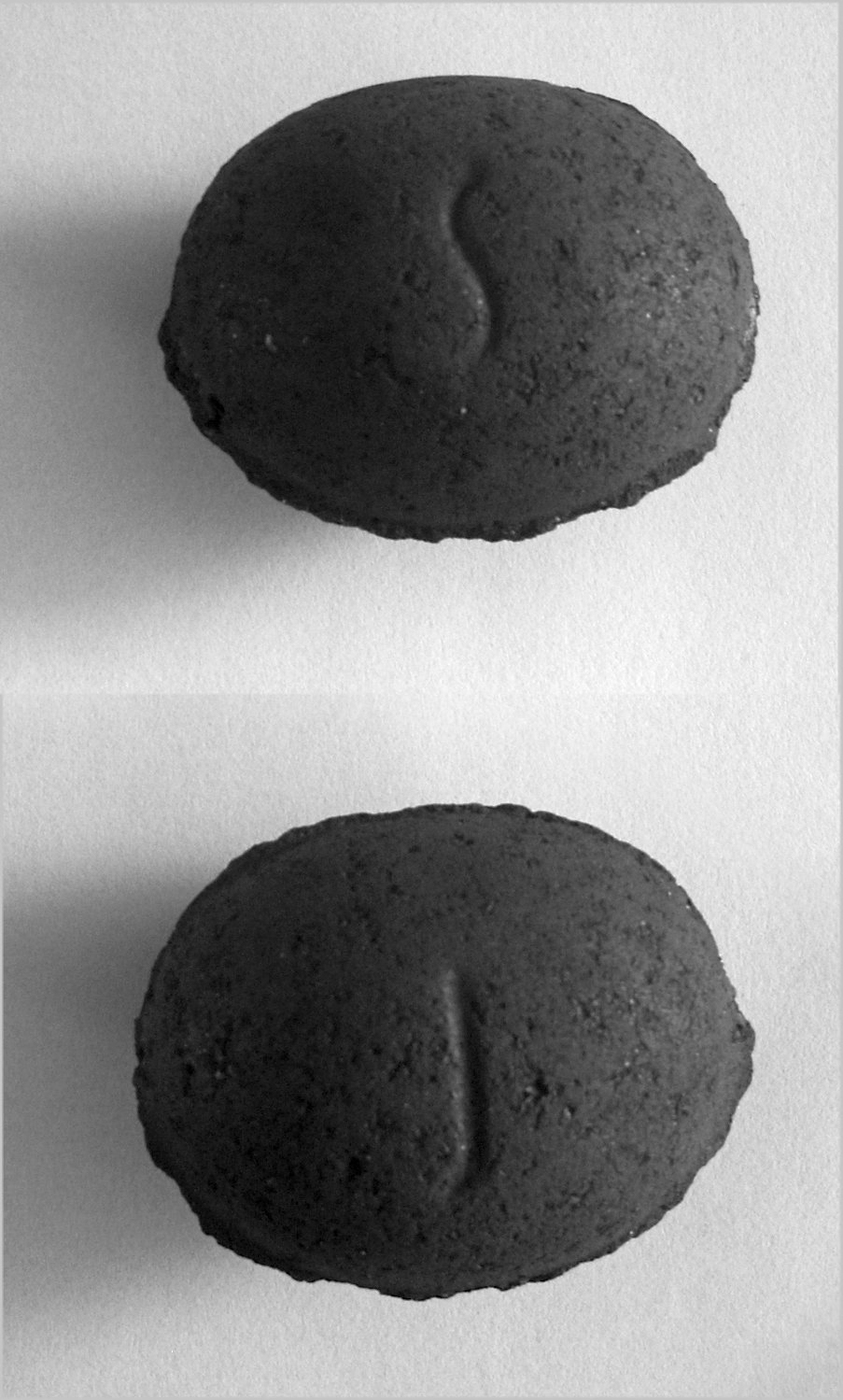
Eierkolen van antraciet
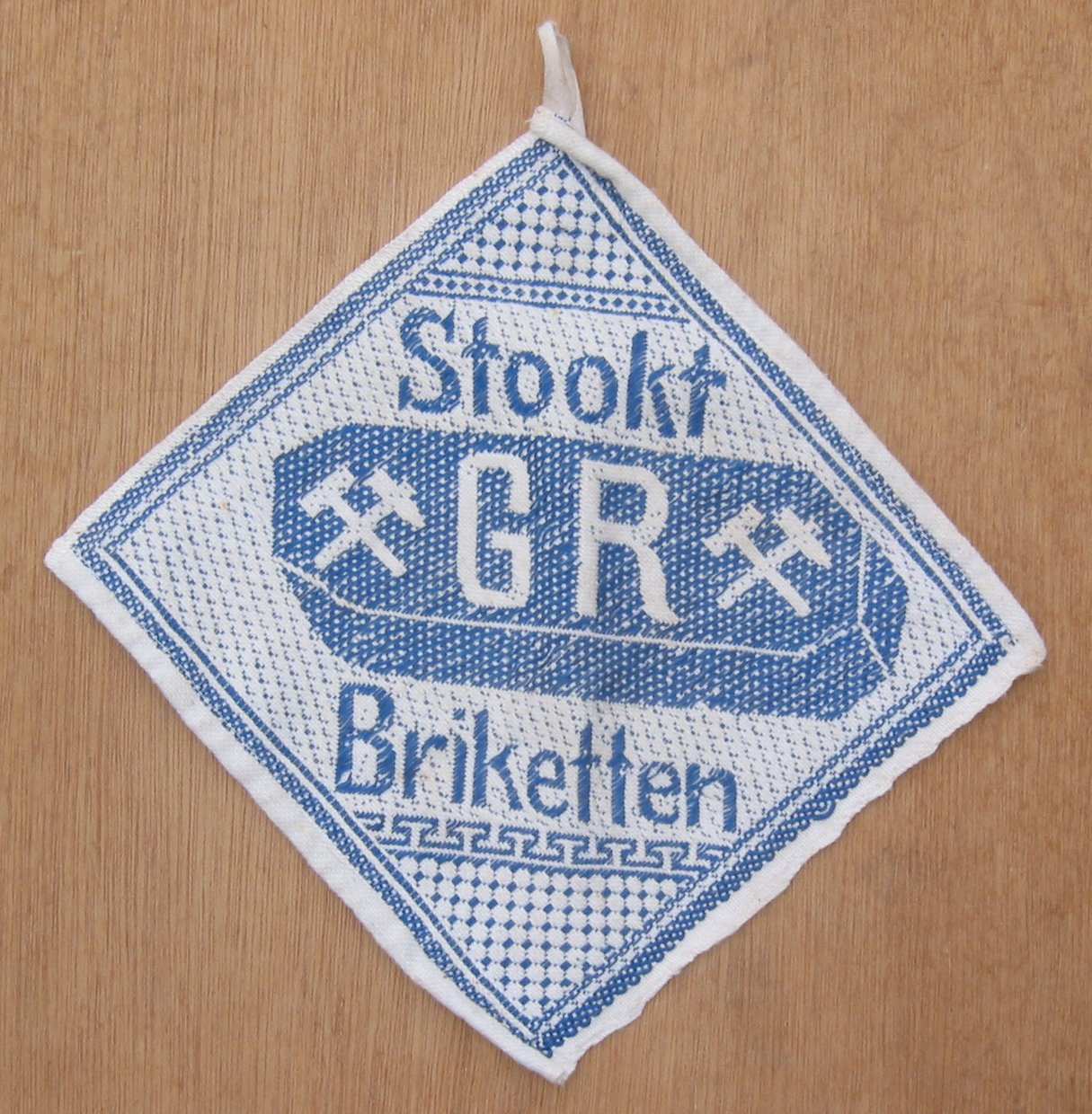
Pannenlap met reclame